# Серда, Мануэль Антонио де ла
Мануэль Антонио де ла Серда-и-Агилар (исп. Manuel Antonio de la Cerda y Aguilar, 1780 — 29 ноября 1828) — центральноамериканский юрист и политик, первый Верховный глава Никарагуа (как составной части Федеративной республики Центральной Америки).

## Биография
Родился в 1780 году в Гранаде, его родителями были Каетано де ла Серда и Энграсия Агилар. В 1792 году он переехал в Леон в качестве пажа при епископе Хуане Феликсе де Вильегасе, который в 1795 году получил назначение в Гватемалу и взял мальчика с собой и туда. Там Серда окончил Университет Сан-Карлос, выучившись на адвоката.
В 1805 году он вернулся в Гранаду. В 1807 году он женился на Аполонии дель Кастильо; в браке у них родились сын и две дочери. В 1808 году был назначен субделегатом в Матагальпе. В 1810 году вновь отправился в Гватемалу, где выиграл громкое дело с участием Хосе Сальвадора — губернатора Леона. По возвращении в Гранаду стал главой городского совета.
В 1811 году он вместе со своим двоюродным братом Хуаном Аргуэльо, занимавшим пост алькальда Гранады, и Телесфоро Аргуэльо (тоже родственником) поднял восстание против испанских властей. На подавление восстания были брошены верные королю войска под командованием сержант-майора Педро Гутьерреса. 12 апреля 1812 года повстанцы смогли отбить первую атаку, но позднее были вынуждены склониться перед мощью регулярной армии, и сдаться в обмен на гарантии безопасности. Однако генерал-капитан Гватемалы Хосе де Бустаманте-и-Герра отказался признать условия капитуляции, и ряд лидеров повстанцев, включая Серру и обоих Аргуэльо, были арестованы. После двух лет в гватемальской тюрьме они были осуждены и приговорены к смерти, однако затем наказание было заменено на пожизненное заключение в Испании, которое они отбывали в замке Сан-Себастьян в Кадисе. Телесфоро Аргуэльо умер в заключении, а Хуан Аргуэльо и Мануэль Антонио де ла Серда были освобождены в 1817 году в результате амнистии, объявленной королём Фердинандом VII по случаю своей свадьбы.
После освобождения Серда попытался выдвинуть обвинения против Хосе де Бустаманте перед испанским правительством, однако связанный с тем родственными узами министр не дал хода бумаге, и попытался отправить Серду в тюрьму вновь. Предупреждённый друзьями, Серда бежал в Швецию, где некоторое время зарабатывал на жизнь как сапожник (ремесло, которому он научился в тюрьме). Затем он перебрался на Кубу, где жил инкогнито в Гаване под именем «Мануэль Агилар». В Никарагуа он вернулся 7 декабря 1820 года, получив гарантии от нового генерал-капитана Гватемалы Карлоса де Уррутия-и-Монтоя. В 1822 году он стал алькальдом Гранады.
В 1823 году Серда представлял Никарагуа на Национальной Конституционной Ассамблее, на которой было принято решение о создании Федеративной республики Центральной Америки. После гражданской войны 1824—1825 годов была избрана первая Конституционная Ассамблея Никарагуа, которая, в свою очередь, 10 апреля 1825 года избрала Серду на 4-летний срок Верховным главой Никарагуа, а Хуана Аргуэльо — заместителем Верховного главы; 22 апреля состоялась инаугурация. 25 мая 1825 года Серда опубликовал свой знаменитый «Генеральный статус», выдержанный в консервативном духе и ограничивающий свободу слова и совести. По обвинению в злоупотреблении властью, выдвинутым Аргуэльо, Серда был отстранён Ассамблеей от должности и временно заменён самим Аргуэльо, который был конституционно избран на пост Верховного правителя в 1826 году.
Поначалу Серда намеревался уйти из политики и жить частной жизнью на асьенде Сан-Буэнавентура, однако, поддавшись влиянию консервативных кругов Гватемалы, он вернулся на политическую сцену под предлогом того, что 4-летний срок, на который он был избран в 1825 году, ещё не завершился.
Муниципалитеты Манагуа и Ривас, ставшие штаб-квартирой врагов Аргуэльо, после поражения в Гранаде конкурирующего главы Никарагуа Педро Бенито Пинеды, объявили состояние безвластия, ибо считали власть Аргуэльо незаконной из-за истечения срока его полномочий. Таким образом, консерваторы призвали Мануэля Антонио де ла Серда временно вернуться к власти до проведения новых выборов. В феврале 1827 года Серда принял полномочия исполнительной власти перед муниципальными властями Манагуа.
Из Манагуа Серда попросил Аргуэльо (столицей которого был Леон) покинуть свой пост, но тот отказался, утверждая, что сам Серда был отстранен от должности Конституционной Ассамблеей 1825 года. В результате этого двоевластия началась новая гражданская война, известная как «война Серда и Аргуэльо».
После изгнания Аргуэльо Клето Ордоньесом в сентябре того же года, Серда попытался договориться с ним о его признании, но, потерпев неудачу, объявил войну правительству Педро Овьедо, созданному Ордоньесом в Леоне, и предпринял неудачную попытку захвата города.
После отъезда Ордоньеса из Никарагуа война против Серды продолжалась даже в отсутствие Аргуэльо, когда либералы создали два правительства — одно в Леоне, а другое в Гранаде.
В июне 1828 года в Манагуа произошло восстание против Серды, который смог его подавить, но решил после этого переехать в Ривас (который в то время назывался Вилья-де-Никарагуа), где чувствовал себя в большей безопасности. Оттуда в сентябре того же года он предпринял неудачную попытку осаду Гранады, отправив войска под командованием Франсиско Бальтодано; тот был вынужден уйти после нападения сторонников Аргуэльо под командованием Хосе Марии Эстрады.
К тому времени Серда становился все более непопулярным, особенно из-за его политики сбора значительных налогов для ведения войны против Аргуэльо, вернувшегося в Никарагуа в августе 1828 года; поражение Бальтодано еще больше ускорило его падение. Через несколько месяцев после того, как Серда обосновался в Ривасе, против него сформировался заговор. Утром 7 ноября 1828 года заговорщики под руководством главы армии Франсиско Аргуэльо (ещё один двоюродный брат Серды) взяли под контроль казармы, и смогли схватить Серду в его доме. Военным советом Серда был приговорён к смертной казни, и 29 ноября расстрелян.